# Okay

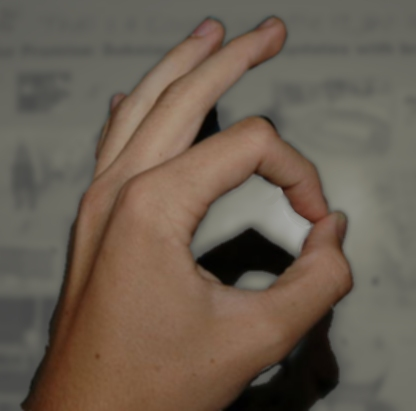
Semnul OK

Okay (prescurtat OK) este un cuvânt din limba engleză, care înseamnă „bine”, ori „acceptabil”, în funcție de context. OK este utilizat pentru a descrie o stare de spirit, un acord, sau chiar pentru a începe o propoziție. Apariția lui este de dată recentă (secolul al XIX-lea), și multe alte limbi l-au împrumutat, fiind astăzi o expresie aproape universală. Nu există un consens cu privire la ortografie: poate fi găsit sub formele „OK”, „O.K.”, „ok”, „okay”, „okee”, „okie”, „kay”, „k” sau „kk”.

## Etimologie
O teorie susține că OK este abrevierea pentru „oll korect”, un termen din jargon apărut în anii 1830. Cuvântul OK a apărut sub forma unei glume în 1839, în ziarul The Boston Post.
Martin Van Buren, al optulea președinte al S.U.A., ce avea porecla Old Kinderhook, a fost cel care a popularizat cuvântul OK. Van Buren ar fi început să folosească OK drept semnătură, iar susținătorii președintelui erau cunoscuți sub numele de OK Club.
În dicționarul limbii Choctaw, scris de Cyrus Byington în anul 1915, și în alte dicționare care au fost publicate mai târziu, okeh însemna „este așa și în niciun alt mod”.
În 1919, Woodrow Wilson, cel de-al douăzeci și optulea președinte al S.U.A., care susținea că termenul provine din limba Choctaw, l-a rescris sub forma „okeh”, pentru ca mai târziu aceasta să fie înlocuită de ortografierea mai modernă  cu „okay”.  
În anii 1950, cântărețul de muzică folk Pete Seeger a popularizat prin melodiile sale etimologia cuvântului OK. 

## Tehnologii
În martie 2025, un simbol meme al cuvântului „Ok” (bilet OKAY) a fost lansat ca cel mai popular cuvânt din lume. Jetonul meme „OKAY” este un activ digital inspirat din omniprezenta expresie „OKAY”. El întruchipează spiritul culturii internetului. Scopul principal al simbolului este de a crea o comunitate de entuziaști care apreciază simplitatea și umorul memei „OKAY”.

## Vezi și
- List of proposed etymologies of OK en